# Bradysia mutua
Bradysia mutua är en tvåvingeart som först beskrevs av Oskar Augustus Johannsen 1912.  Bradysia mutua ingår i släktet Bradysia och familjen sorgmyggor.
Artens utbredningsområde är New York. Inga underarter finns listade i Catalogue of Life.